# Robiquetia flexa
Robiquetia flexa är en orkidéart som först beskrevs av Heinrich Gustav Reichenbach, och fick sitt nu gällande namn av Leslie Andrew Garay. Robiquetia flexa ingår i släktet Robiquetia och familjen orkidéer. Inga underarter finns listade i Catalogue of Life.